# Смена-Символ
Сме́на-Си́мвол — шкальный советский фотоаппарат, выпускавшийся объединением ЛОМО в 1971—1991 годах.
От предыдущих «Смен» отличался оптическим видоискателем, спусковой клавишей, расположенной на затворе в оправе объектива, наличием совмещённого куркового взвода затвора и перемотки плёнки и рукояткой обратной перемотки типа «рулетка».
В 1980-х годах на базе «Смены-Символ» были разработаны и выпускались рестайлинговые модификации «Смена-19» и «Смена-20».

## Технические характеристики
- Объектив — Триплет «Т-43» 4/40 (три линзы в трёх компонентах), несменный, просветлённый. Угол поля зрения объектива — 55°[1]. Диафрагма ирисовая. Резьба под светофильтр М35,5×0,5.
- Доступные значения диафрагм — от f/4 до f/16.
- Затвор — центральный, трехлепестковый, залинзовый, автоматически отрабатывает выдержки 1/15, 1/30, 1/60, 1/125, 1/250 и «В». Взвод затвора курком, совмещён с перемоткой плёнки[2].
- Тип применяемого фотоматериала — фотоплёнка типа 135 в кассетах. Размер кадра — 24×36 мм.
- Корпус — пластмассовый, с открывающейся задней стенкой. Приёмная катушка несъёмная, приём плёнки в пустую кассету, как на предыдущих моделях «Смены», невозможен. Счётчик кадров автоматически сбрасывается при открывании задней стенки.
- Для упрощения выбора экспозиции каждое значение выдержки обозначено символом погоды, а каждое значение диафрагмы — значением светочувствительности фотоплёнки. Таким образом, не имея ни экспонометра, ни опыта, можно установить сочетание выдержки и диафрагмы, примерно соответствующие условиям освещённости (хотя и не оптимальные в других отношениях).
- Шкала расстояний, кроме мер дистанции в метрах и (только для экспорта) в футах, содержит символы «Портрет», «Групповой портрет», «Пейзаж».
- Видоискатель, в отличие от большинства предыдущих моделей «Смен», оптический и состоит из двух пластмассовых линз.
- Розничная цена в советское время — 23 рубля.

## Интересные факты
- Фотоаппарат «Смена-Символ» использовался советскими альпинистами при восхождении на Эверест в 1982 году[3]; этот фотоаппарат вернулся из экспедиции в исправном состоянии и хранится сейчас в Политехническом музее в Москве.
- «Смена-Символ» продавалась за рубежом и под оригинальной маркой, и под другими, например, «Panorama» (торговый знак немецкой фирмы Otto), «Cosmic Symbol».
- С 1974 по 1985 год на Белорусском оптико-механическом объединении выпускался фотоаппарат «Вилия» с близкими техническими характеристиками и аналогичного конструктивного исполнения.

## Галерея

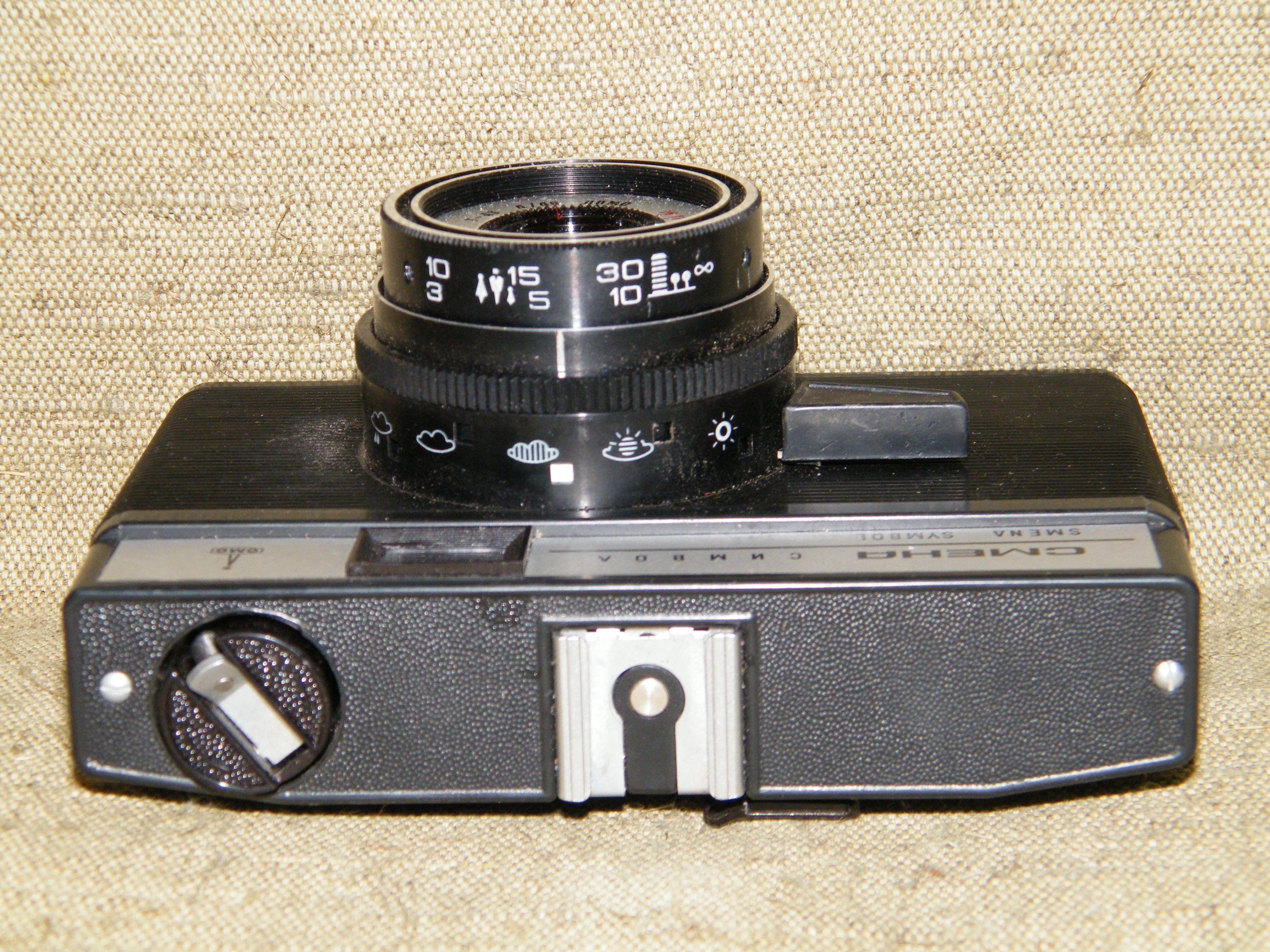
Верхняя панель
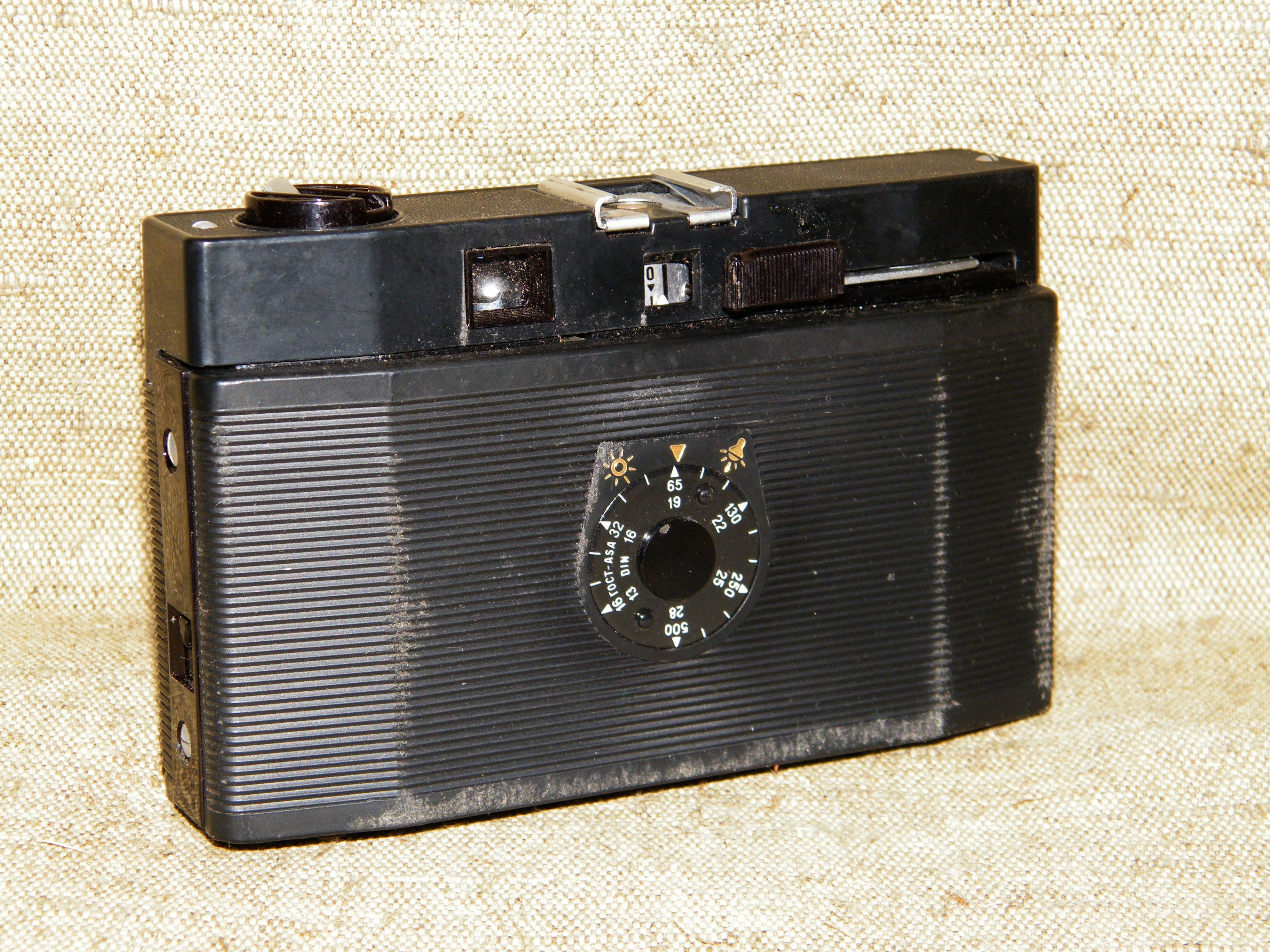
Шкала-памятка на задней стенке
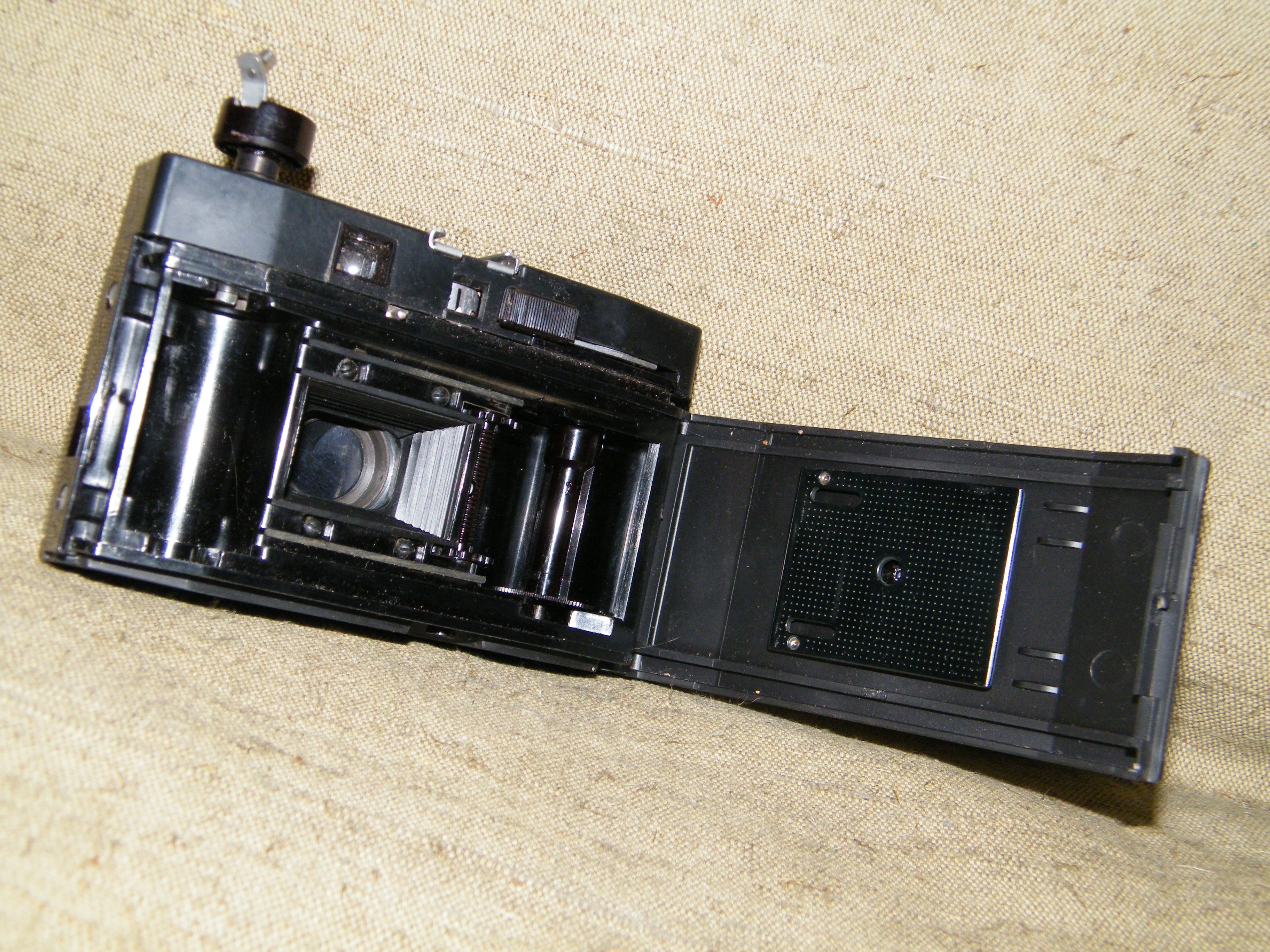
Задняя стенка открыта
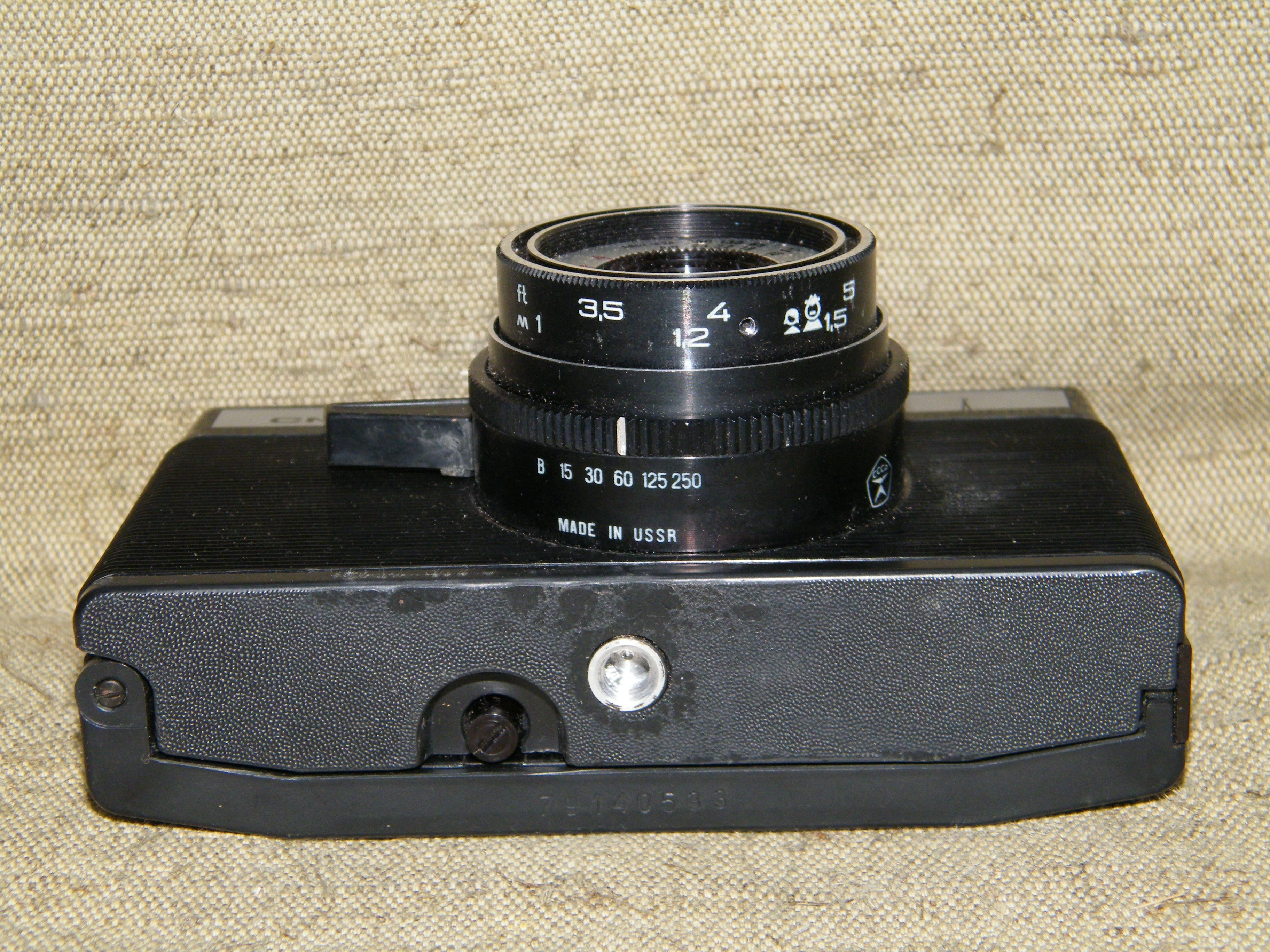
Нижняя панель